# Thomas Röhler

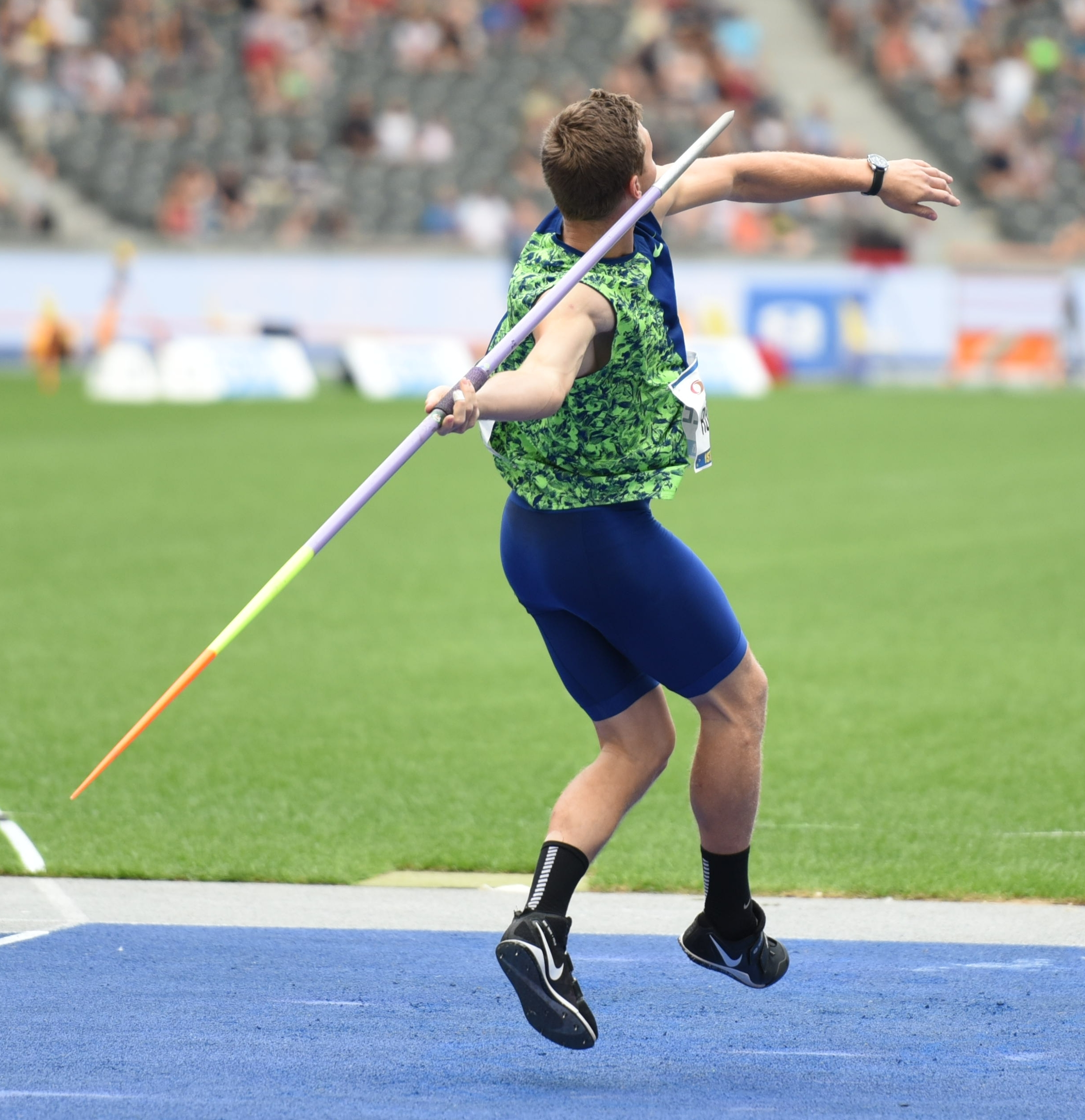
Röhler, 2019

Thomas Röhler (ur. 30 września 1991 w Jenie) – niemiecki lekkoatleta specjalizujący się w rzucie oszczepem.
Podczas mistrzostw świata juniorów w Moncton w 2010 był dziewiąty, a rok później na młodzieżowych mistrzostwach Europy zajął siódme miejsce. Startował w mistrzostwach Europy w Helsinkach (2012) odpadając w eliminacjach. Zdobył brąz młodzieżowych mistrzostw Europy w Tampere (2013). W 2015 był czwarty na mistrzostwach świata w Pekinie. Uczestnik mistrzostw Europy w Amsterdamie (2016). Mistrz olimpijski z Rio de Janeiro 2016 oraz czwarty zawodnik mistrzostw świata w Londynie (2017). Zdobywca tytułu mistrza na lekkoatletycznych Mistrzostwach Europy 2018 w Berlinie.
Medalista mistrzostw Niemiec i reprezentant kraju w zimowym pucharze Europy oraz drużynowych mistrzostwach Europy.
Rekord życiowy: 93,90 (5 maja 2017, Doha) – 3. wynik w historii światowej lekkoatletyki, do 11 lipca 2017 rekord Niemiec.

## Osiągnięcia
| Rok  | Impreza                                 | Miejsce               | Lokata            | Wynik |
| ---- | --------------------------------------- | --------------------- | ----------------- | ----- |
| 2010 | Mistrzostwa świata juniorów             | Moncton               | 9. miejsce        | 69,93 |
| 2011 | Młodzieżowe mistrzostwa Europy          | Ostrawa               | 7. miejsce        | 78,20 |
| 2012 | Mistrzostwa Europy                      | Helsinki              | el. – 13. miejsce | 78,89 |
| 2013 | Zimowy puchar Europy w rzutach          | Castellón de la Plana | 2. miejsce        | 81,87 |
| 2013 | Superliga drużynowych mistrzostw Europy | Gateshead             | 2. miejsce        | 83,31 |
| 2013 | Młodzieżowe mistrzostwa Europy          | Tampere               | 3. miejsce        | 81,74 |
| 2013 | Mistrzostwa świata                      | Moskwa                | el. – 29. miejsce | 74,45 |
| 2014 | Zimowy puchar Europy w rzutach          | Leiria                | 2. miejsce        | 81,17 |
| 2014 | Mistrzostwa Europy                      | Zurych                | 12. miejsce       | 70,31 |
| 2015 | Zimowy puchar Europy w rzutach          | Leiria                | 2. miejsce        | 81,83 |
| 2015 | Mistrzostwa świata                      | Pekin                 | 4. miejsce        | 87,41 |
| 2016 | Mistrzostwa Europy                      | Amsterdam             | 5. miejsce        | 80,78 |
| 2016 | Igrzyska olimpijskie                    | Rio de Janeiro        | 1. miejsce        | 90,30 |
| 2017 | Superliga drużynowych mistrzostw Europy | Lille                 | 3. miejsce        | 84,22 |
| 2017 | Mistrzostwa świata                      | Londyn                | 4. miejsce        | 88,26 |
| 2018 | Mistrzostwa Europy                      | Berlin                | 1. miejsce        | 89,47 |
| 2018 | Puchar interkontynentalny               | Ostrawa               | 1. miejsce        | 87,07 |
| 2019 | Mecz Europa – USA                       | Mińsk                 | 5. miejsce        | 82,31 |
| 2019 | Mistrzostwa świata                      | Doha                  | el. – 23. miejsce | 79,23 |
| 2022 | Mistrzostwa Europy                      | Monachium             | el. – 22. miejsce | 71,31 |